# 2971 Mohr
2971 Mohr је астероид главног астероидног појаса чија средња удаљеност од Сунца износи 2,246 астрономских јединица (АЈ).
Апсолутна магнитуда астероида је 13,5.